# St.-Annen-Kirche Gößnitz
Koordinaten: 50° 53′ 17,2″ N, 12° 26′ 4,1″ O
Die Stadtkirche St. Annen in Gößnitz im thüringischen Landkreis Altenburger Land ist eine spätgotische Hallen- und evangelische Pfarrkirche. Wohl einmalig in der Region ist ihr Grundriss in veränderter Form eines griechischen Kreuzes.

## Abmessungen
Insgesamt besitzt die Kirche eine Länge von 25,4 m, davon 12,5 m der Chor, 9 m das Langhaus und 3,9 m der quadratische Turm. Der Chor besitzt eine Breite von 7,9 m und das Langhaus von 7,8 m.

## Geschichte
Vor dem Bau der heutigen Kirche bestand in Gößnitz eine Holzkirche, die nach deren Vollendung abgerissen wurde. Die Grundsteinlegung der St.-Annen-Kirche erfolgte am 3. Mai 1491, die Einweihung am 27. Dezember 1494. Sie wurde in Form eines griechischen Kreuzes im Stil der Spätgotik aus Sandstein über der Holzkirche errichtet. Teile des steinernen Turmes sind noch von dieser. Der Turm wurde 1614 um ca. 20 m auf eine Höhe von 32 m durch den Altenburger Baumeister und Steinmetz Wolf Rieth aufgestockt. Ein erstes nicht mehr erhaltenes Schnitzwerk entstand 1621.
Im Jahr 1741 erhielt der Turm seinen achteckigen Aufbau mit Zwiebelkuppel und Laterne im Stil des Barock.
Von 1899 bis 1900 wurde die Kirche umgebaut, so wurde eine erste Heizung eingebaut. Zudem wurden die Emporen neu gebaut und die Kirche neogotisch ausgemalt.
Im Jahre 1917 wurden die Glocken zu Kriegszwecken eingeschmolzen. Drei neue Glocken erhielt die Kirche 1925, von denen zwei 1940 wieder eingeschmolzen wurden. Die heutigen Glocken stammen aus den Jahren 1925 und 1953.
Elektrisches Licht und eine neue Turmuhr erhielt die Kirche 1927. Im Jahre 1964 fand eine Innenrenovierung statt, im Zuge derer die Ausmalung entfernt wurde. In den 2000er Jahren wurde der Kircheninnenraum beige gestrichen.
Am 5. November 1989 war die Kirche im Rahmen einer Demonstration von DDR-Regimekritikern überfüllt.

## Orgel
Eine erste Orgel erhielt die Kirche im Jahr 1660. Zwischen 1832 und 1835 wurde eine neue Orgel von den Gebrüdern Christian Friedrich II. und Johann August Poppe aus Stadtroda gebaut. Im Zuge des Kirchenumbaues von 1899 bis 1900 wurde auch die Orgel vom Orgelbauer Hegermann umgearbeitet und von der Ost- auf die Westempore versetzt. Genau wie die Glocken wurden auch die Orgelpfeifen 1917 zu Kriegszwecken eingeschmolzen. Im Jahre 1978 wurde die Orgel von der Zittauer Orgelbaufirma Schuster repariert und umgearbeitet. Sie hat heute 26 Register auf zwei Manualen und Pedal.

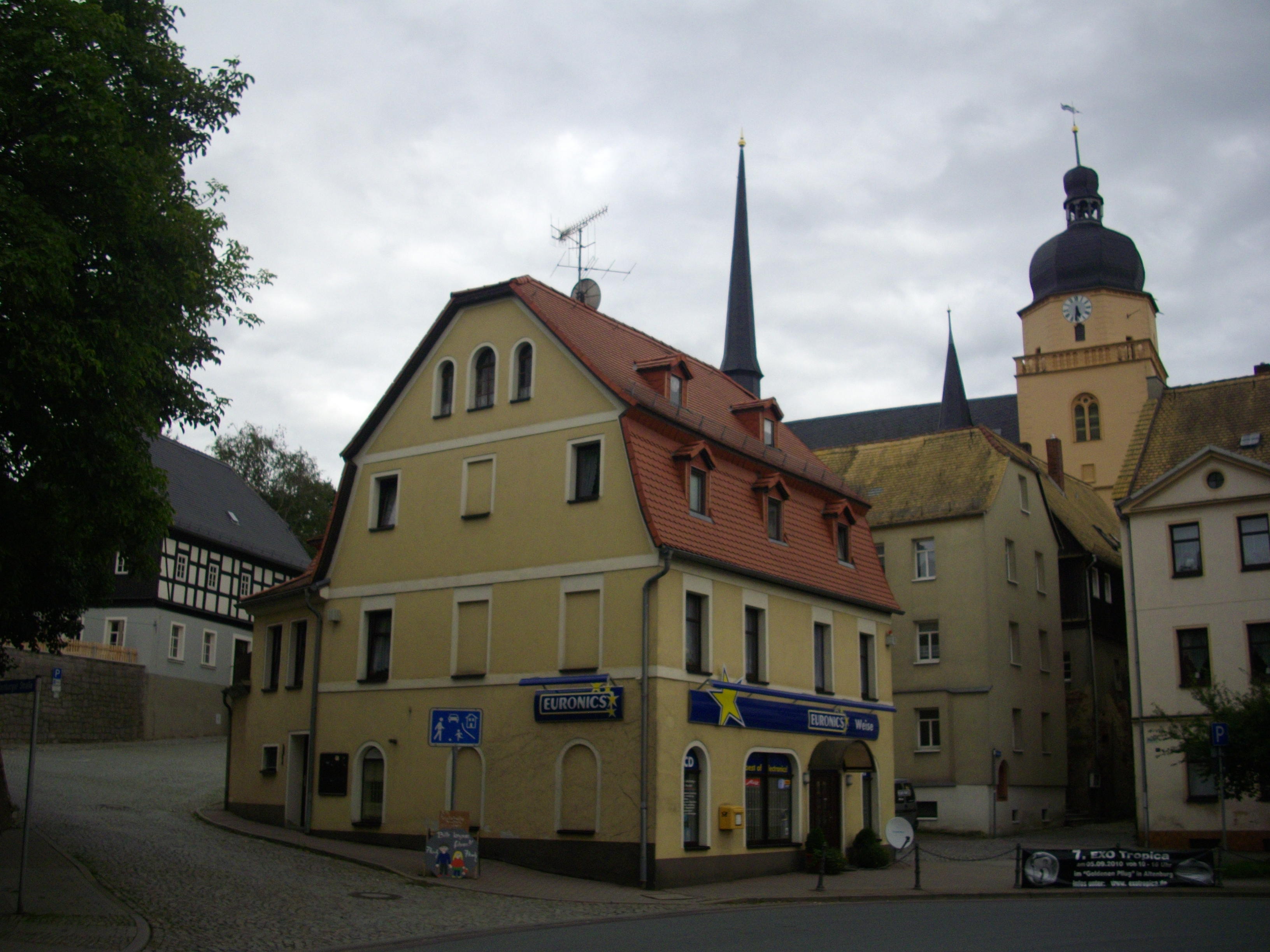
Sogenannter Malerwinkel mit dem alten Rathaus am Markt im Vordergrund
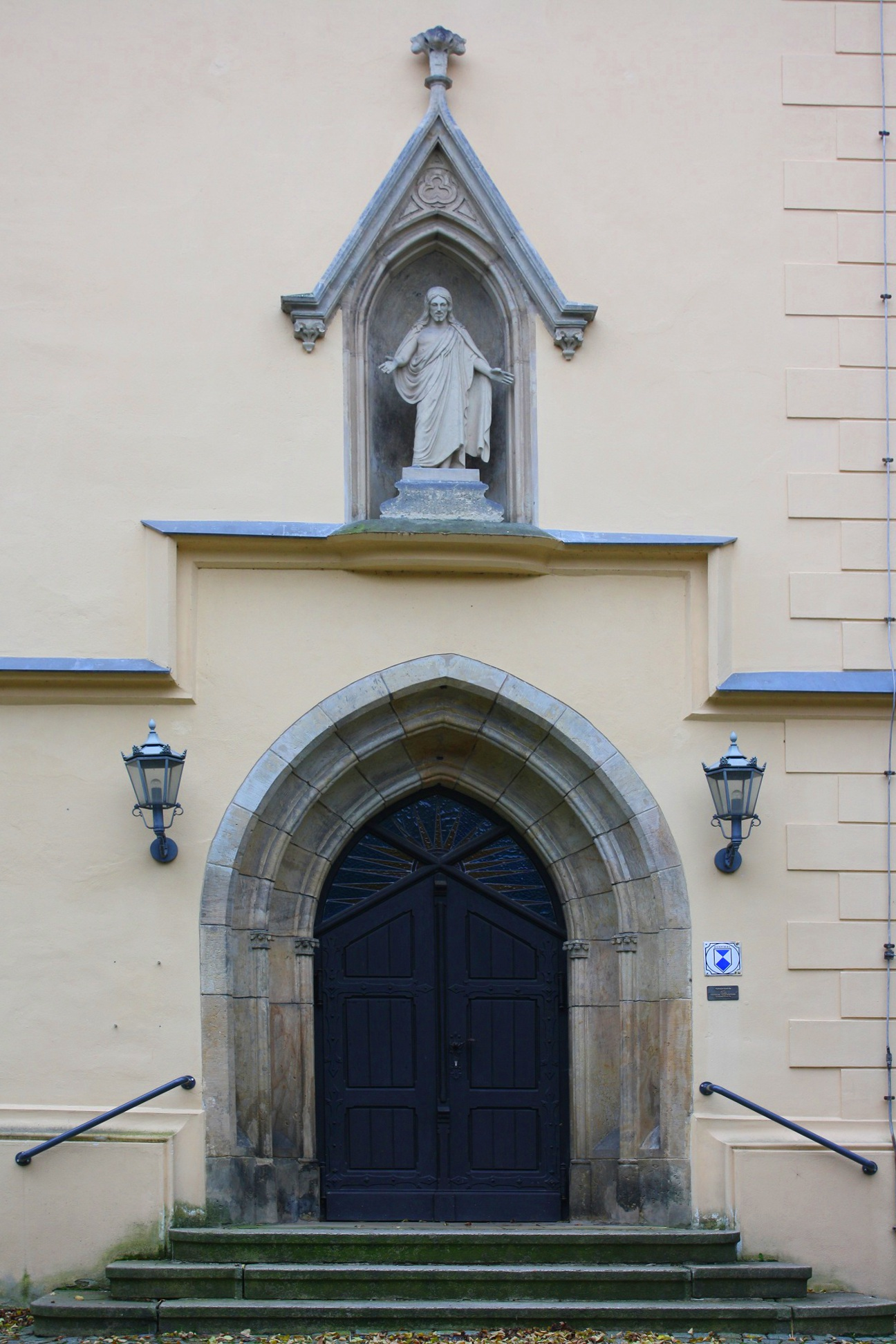
Hauptportal der Kirche
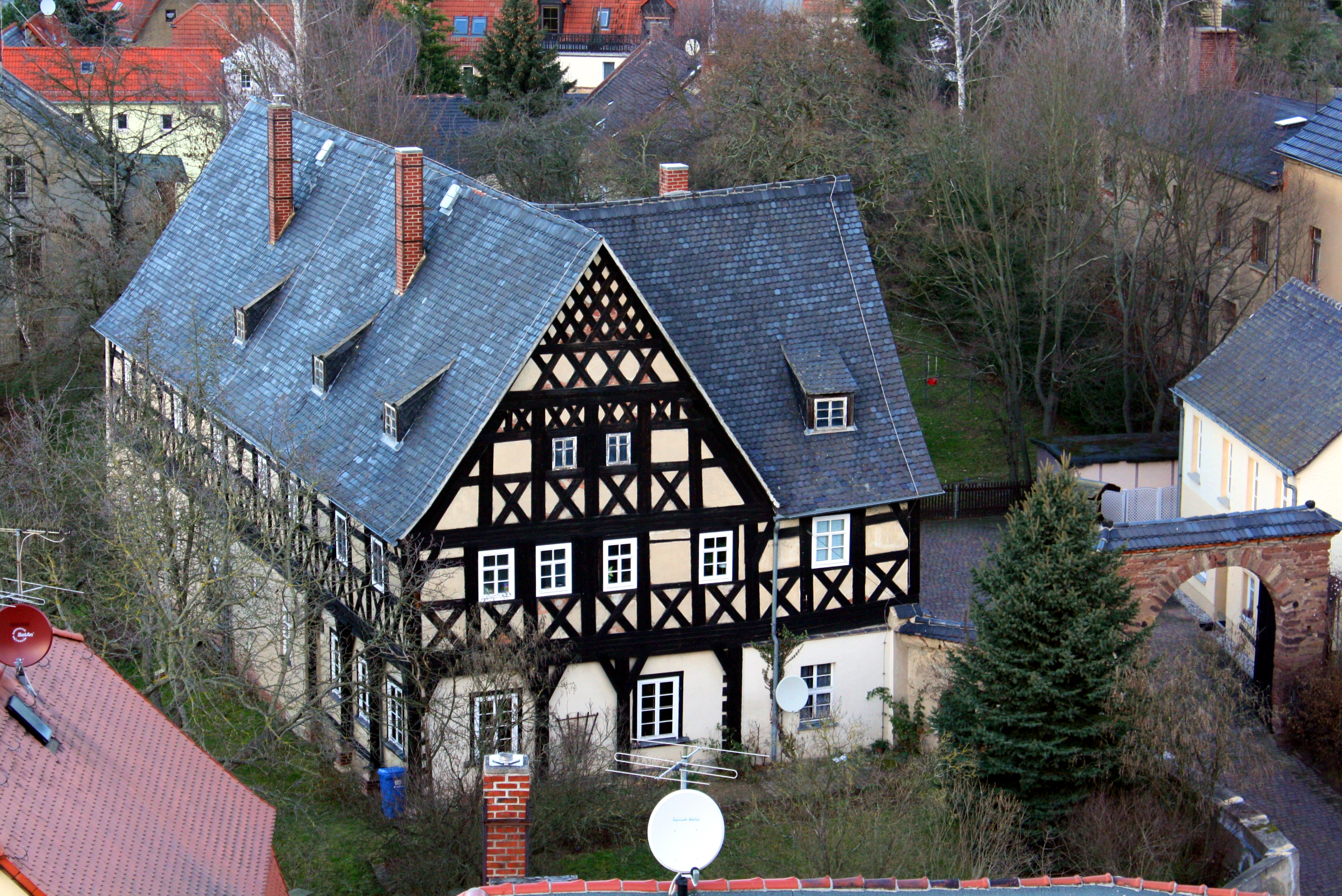
Blick auf den Pfarrhof vom Kirchturm aus
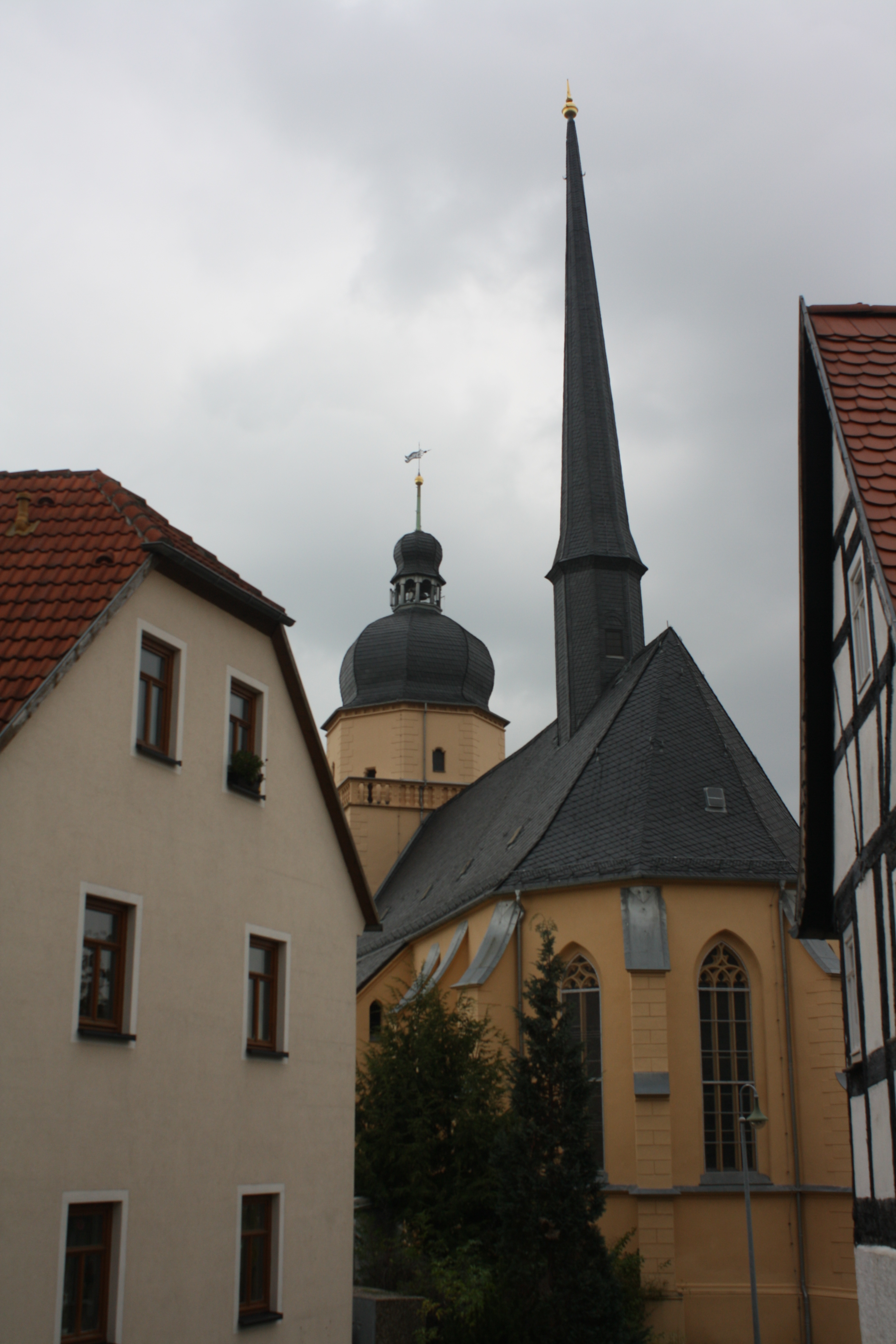
Die Kirche von der Waldenburger Straße aus gesehen

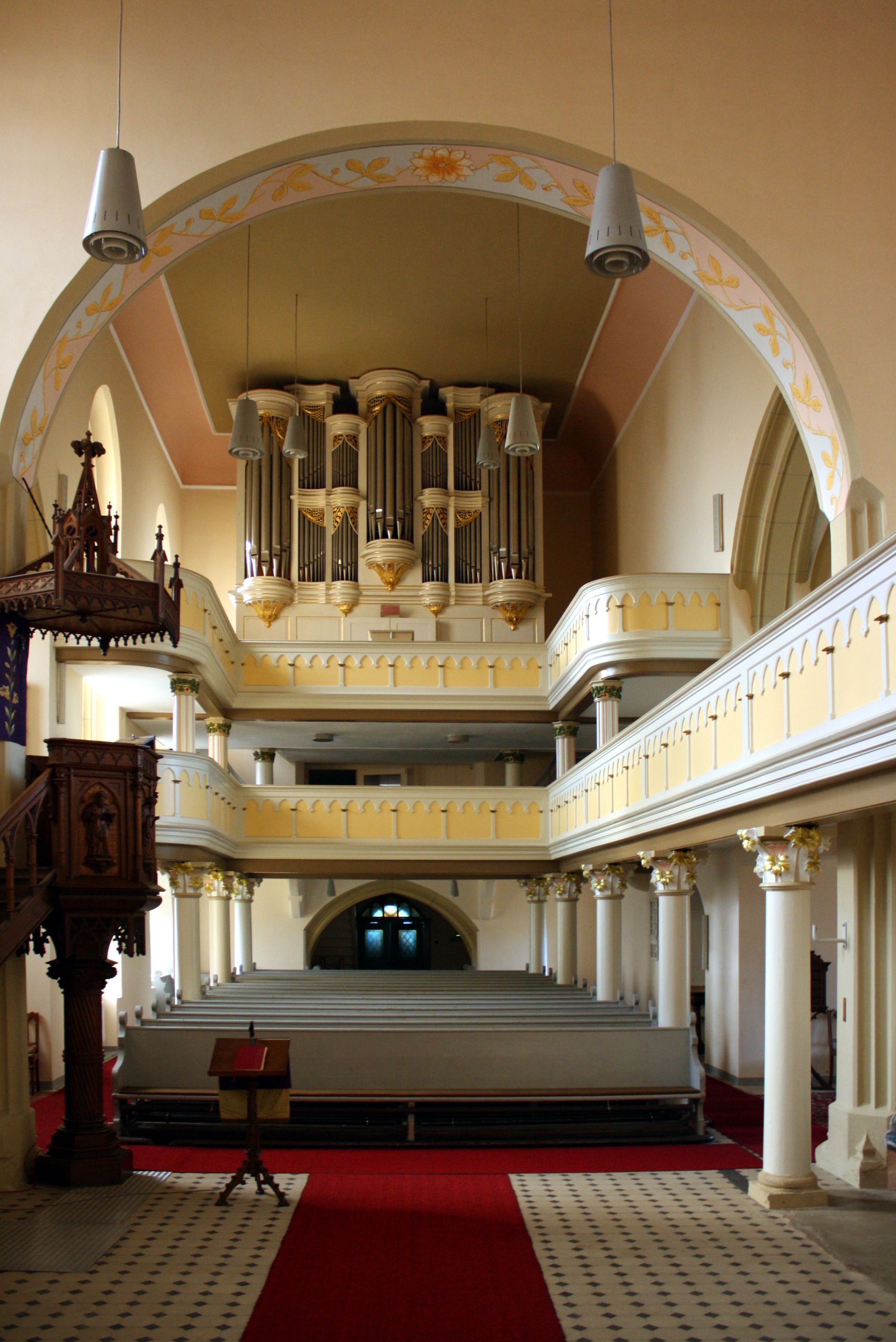
Kirchenschiff mit Kanzel und Orgel

## Ausstattung
Die Kirche besitzt eine schlichte beigefarbene Ausmalung. Der geschnitzte Altar und die geschnitzte Kanzel wurden im neogotischen Stil ausgeführt. Ebenso die Emporen, deren tragende Säulen mit floralen Kapitellen verziert sind. Das Orgelprospekt stammt aus der Zeit um 1835 und ist klassizistisch. An der Nordseite des Querhauses befindet sich ein gotisches Sterngewölbe, an dessen Südseite ein Netzgewölbe. Der Altarraum ist vom restlichen Langhaus durch einen Bogen getrennt, der mit floralen Motiven ausgemalt ist. Die Bleiglasfenster mit biblischen Motiven im Altarraum sind mit gotischem Maßwerk verziert. Der marmorne Taufstein stammt aus dem Jahr 1835.

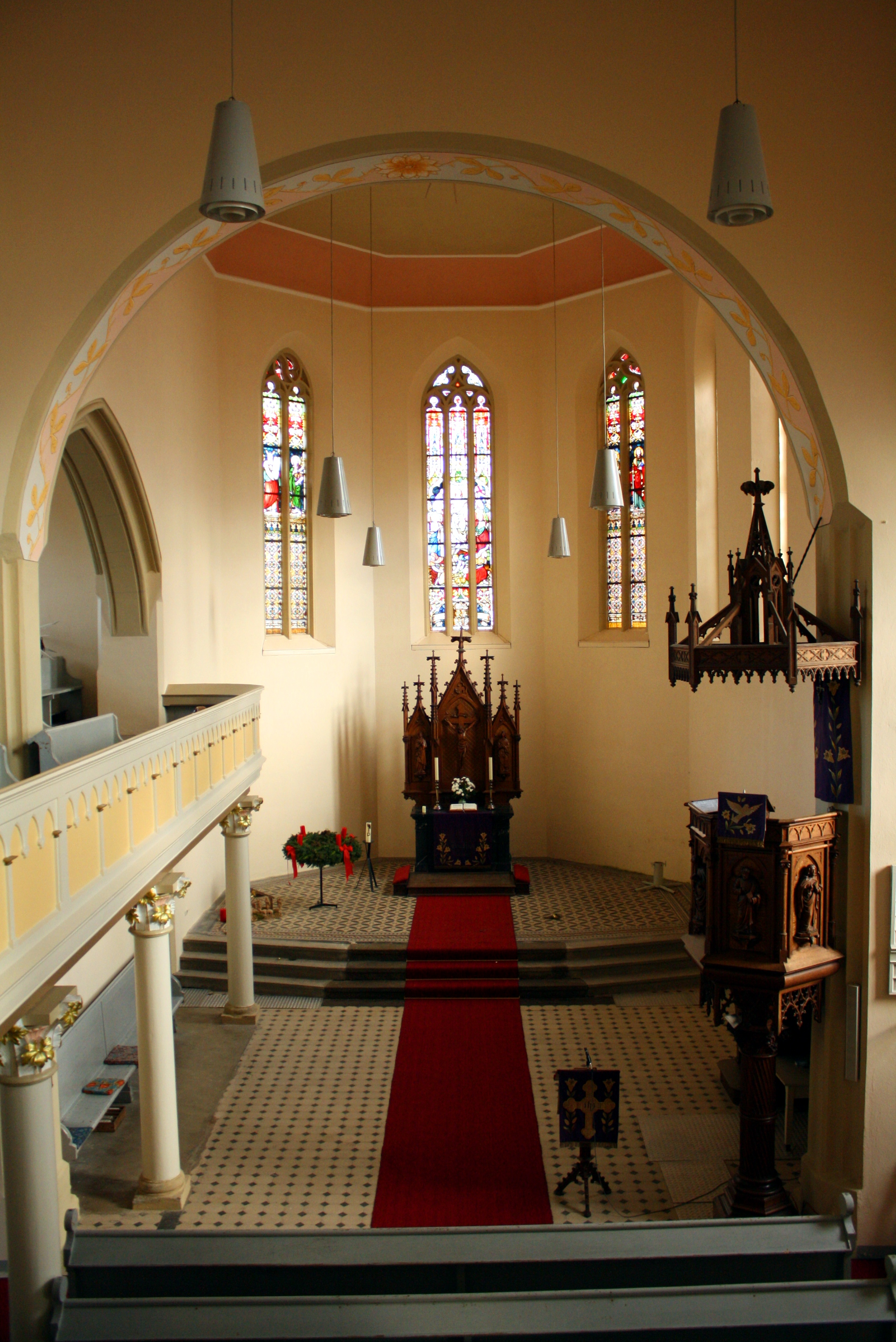
Altarraum
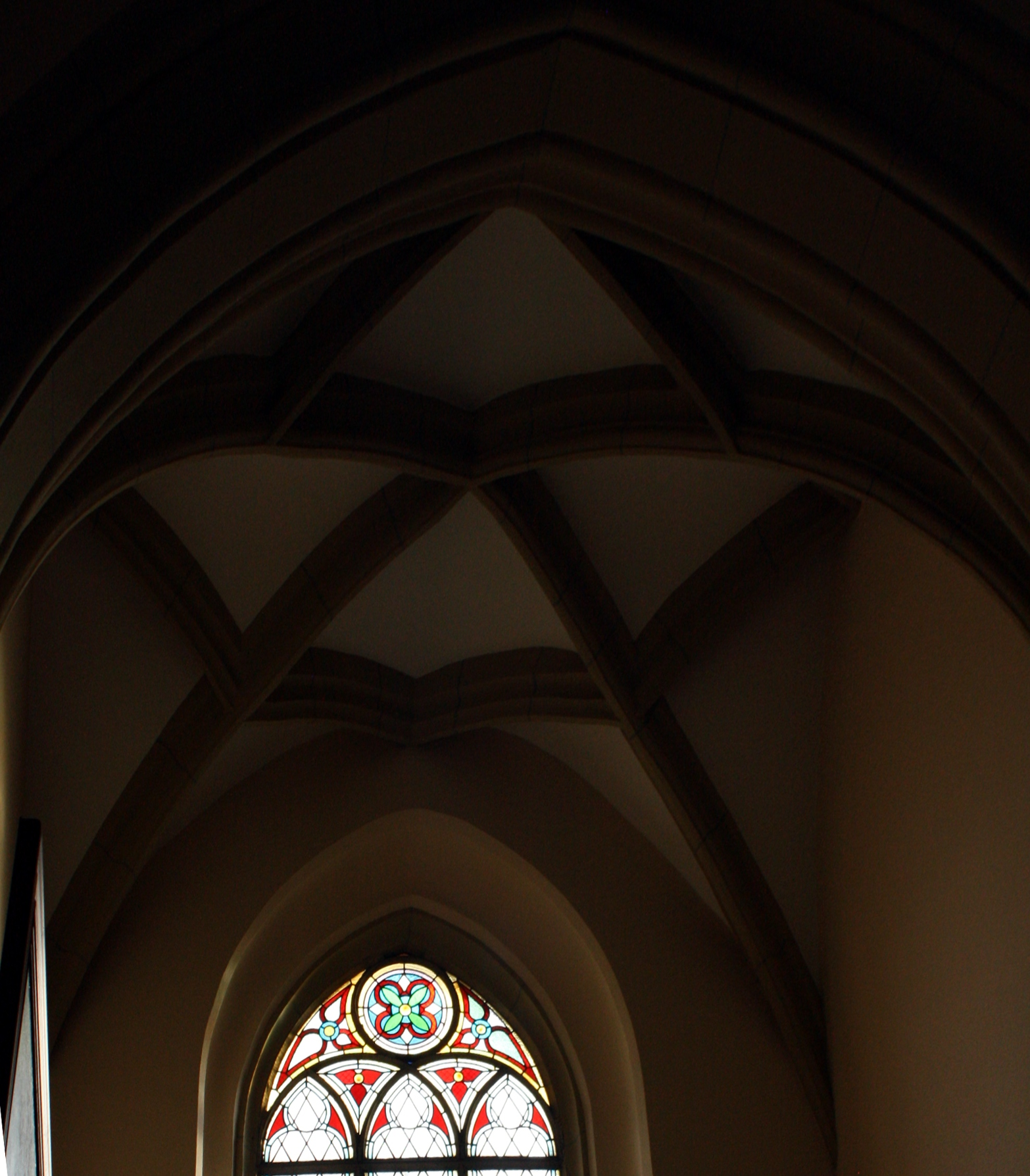
Netzgewölbe am südlichen Querhaus
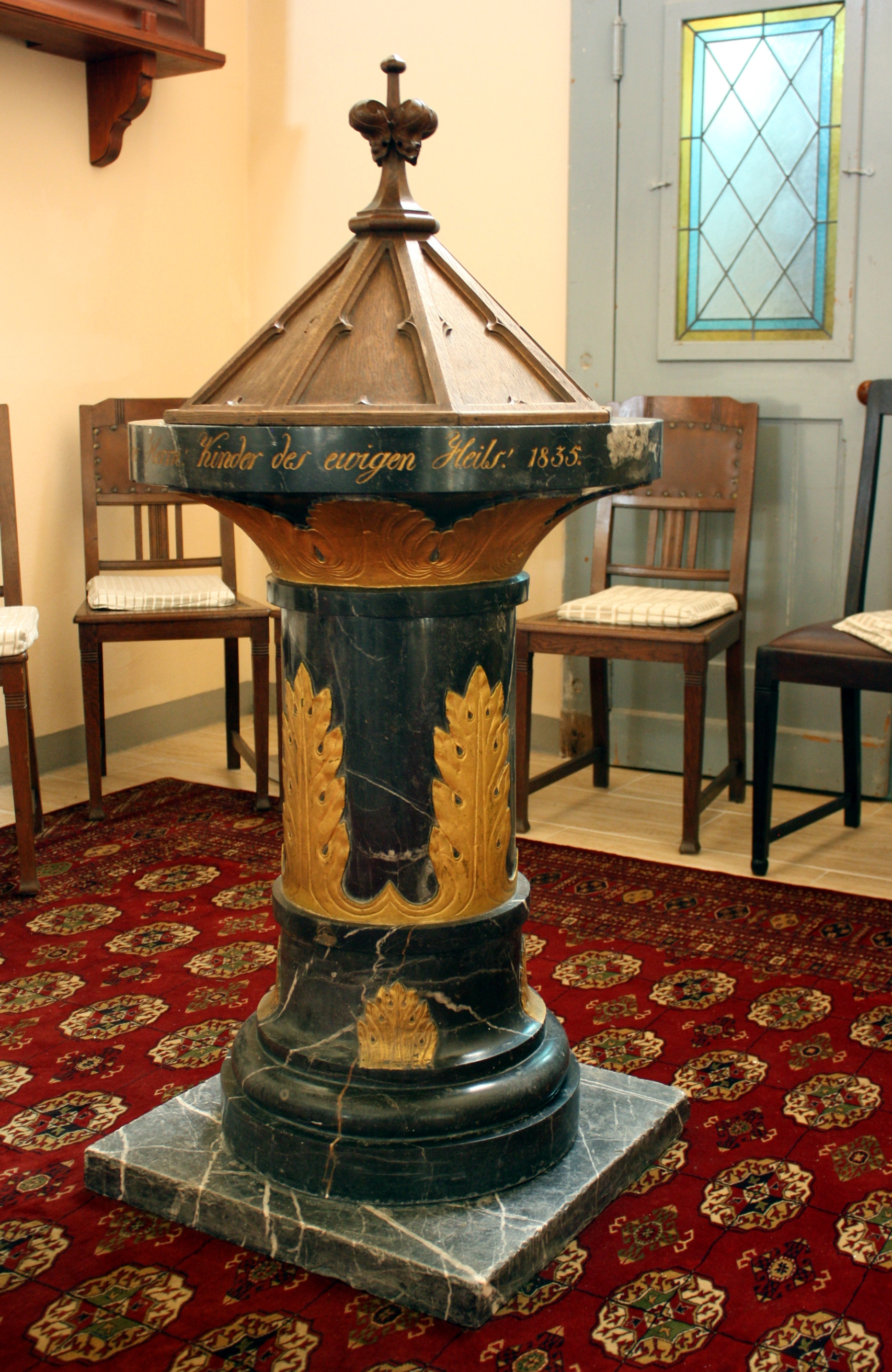
Taufstein
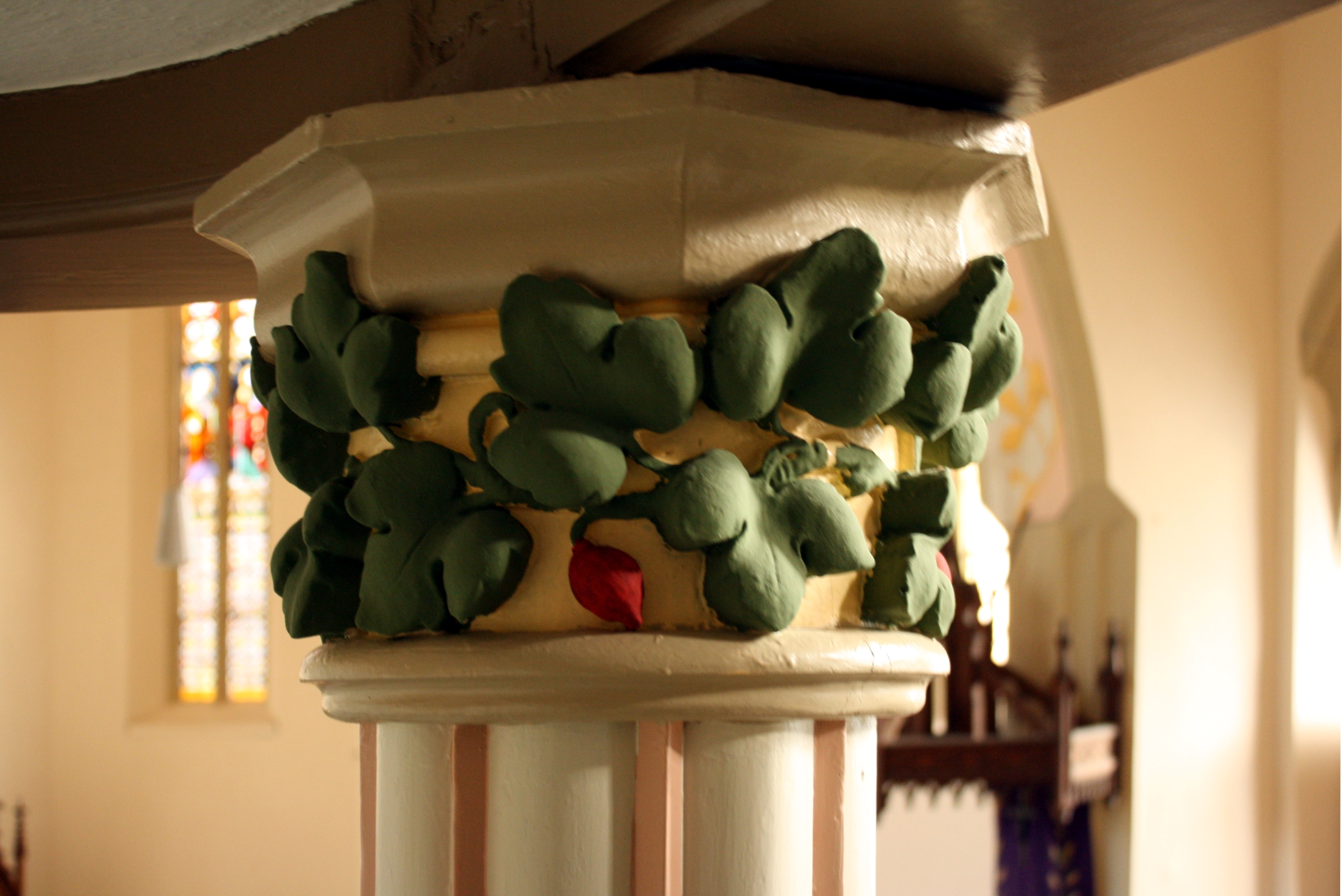
Säulenkapitell auf der ersten Empore

## Grabkammern
Unter dem Kirchenschiff befinden sich Grabkammern, die 1957 wiederentdeckt wurden. Die auf der Nordseite der Kirche misst eine Breite von 1,05 m, eine Länge von 2,05 m und eine Höhe von 1,15 m. In ihr wurden menschliche Skelettteile gefunden, die vermutlich zu der Familie des Rittergutsbesitzers Hanß Schaurot aus Hainichen gehören. Eine weitere Gruft auf der Südseite der Kirche beherbergt das Grab des Adjunktanten Z. M. Christian Grübler (25. Juli 1693 – 26. August 1760). Unter dem Altar soll sich ein weiteres Grab befinden, welches dem 1693 verstorbenen Magister Tobias Mahn gehört haben soll.